# Brigsted
Brigsted er en lille bebyggelse i Østjylland, beliggende i Søvind Sogn. Landsbyen ligger i Region Midtjylland, hører under Horsens Kommune og ligger syd for Søvind.

## Heksemordet i Brigsted
I 1800 fandt et drab sted i Brigsted. En “klog kone”, en kvaksalver, Ane Povline Holck, var kommet forbi landsbyen, hvor en af de lokale gårdejere havde bedt hende om at kurere gårdejerens søn, der led af “slag” (epilepsi). Ane Povline konstaterede, at sønnen var forhekset. På dette tidspunkt var en anden “klog kone” og fattiglem, 80-årige Ane Klemens, i landsbyen for at tigge. Ane Povline konstaterede, at det var Ane Klemens, der havde forhekset gårdejerens søn, og Ane Povline og de lokale beboere går i gang med at “afhøre” Ane Klemens, som de tæver ihjel under afhøringen. Under torturen tilstår Ane Klemens at have forhekset sønnen, men hun dør af sine kvæstelser. Ane Povline blev arresteret og dødsdømt og herefter henrettet. De deltagende mænd anses af dommeren for ellers at være fornuftige og at de af overtroens magt var blevet tvunget til at handle mod deres forstand og vilje.